# Legge del quadrato della distanza
La legge del quadrato della distanza è un concetto della radioprotezione. Vuol dire che a causa della divergenza delle radiazioni la potenza della dose per unità di superficie al crescere della distanza dalla sorgente radioattiva diminuisce in modo inversamente proporzionale al quadrato della distanza. Se ad es. la distanza è raddoppiata, la potenza della dose per unità di superficie si riduce di quattro volte, con la distanza triplicata si riduce di nove volte e così via. Si tratta, in sostanza, di un'applicazione del concetto fisico più generale della legge dell'inverso del quadrato.
La legge vale strettamente solo per una sorgente radioattiva puntiforme; approssimativamente vale sempre, se l'estensione della sorgente è piccola in confronto alla distanza. La legge ha importanza non solo per la radioprotezione applicata, ma ad esempio anche nel sistema sanitario (radioterapia).
Nel rarissimo caso di una sorgente radioattiva con estensione lineare, la potenza della dose per unità di superficie si riduce solo in modo inversamente proporzionale alla distanza. Con una superficie che emette radiazioni in modo omogeneo, estesa in confronto alla distanza, (pur raramente) la potenza della dose per unità di superficie è uguale per ogni distanza. 
La legge del quadrato della distanza vale per tutte le grandezze energetiche. Dalle grandezze energetiche si devono distinguere le grandezze di campo.